# Buti
Buti és un municipi situat al territori de la província de Pisa, a la regió de la Toscana, (Itàlia).
Buti limita amb els municipis de Bientina, Calci, Capannori i Vicopisano.

## Galeria

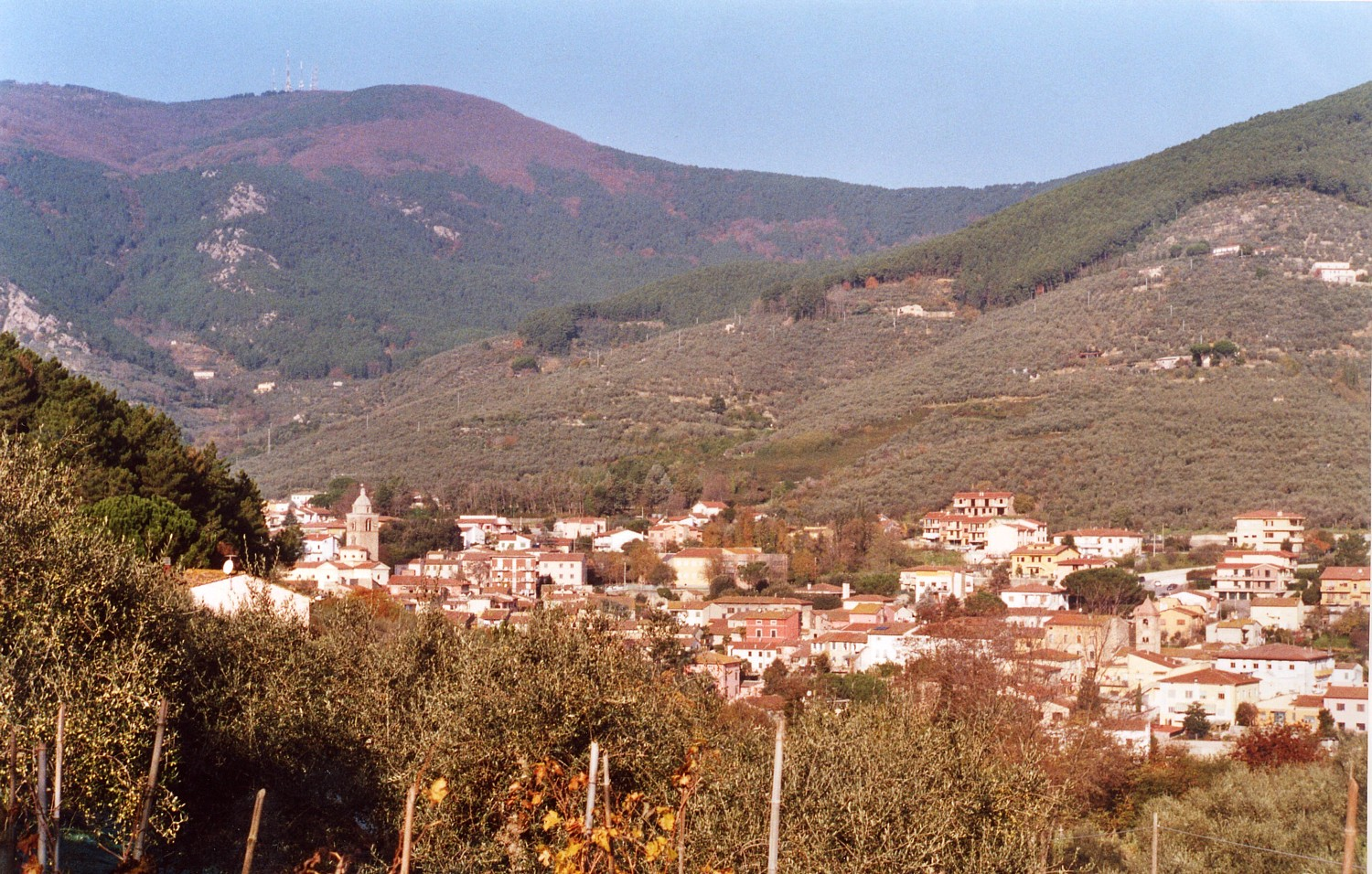
Vista del municipi
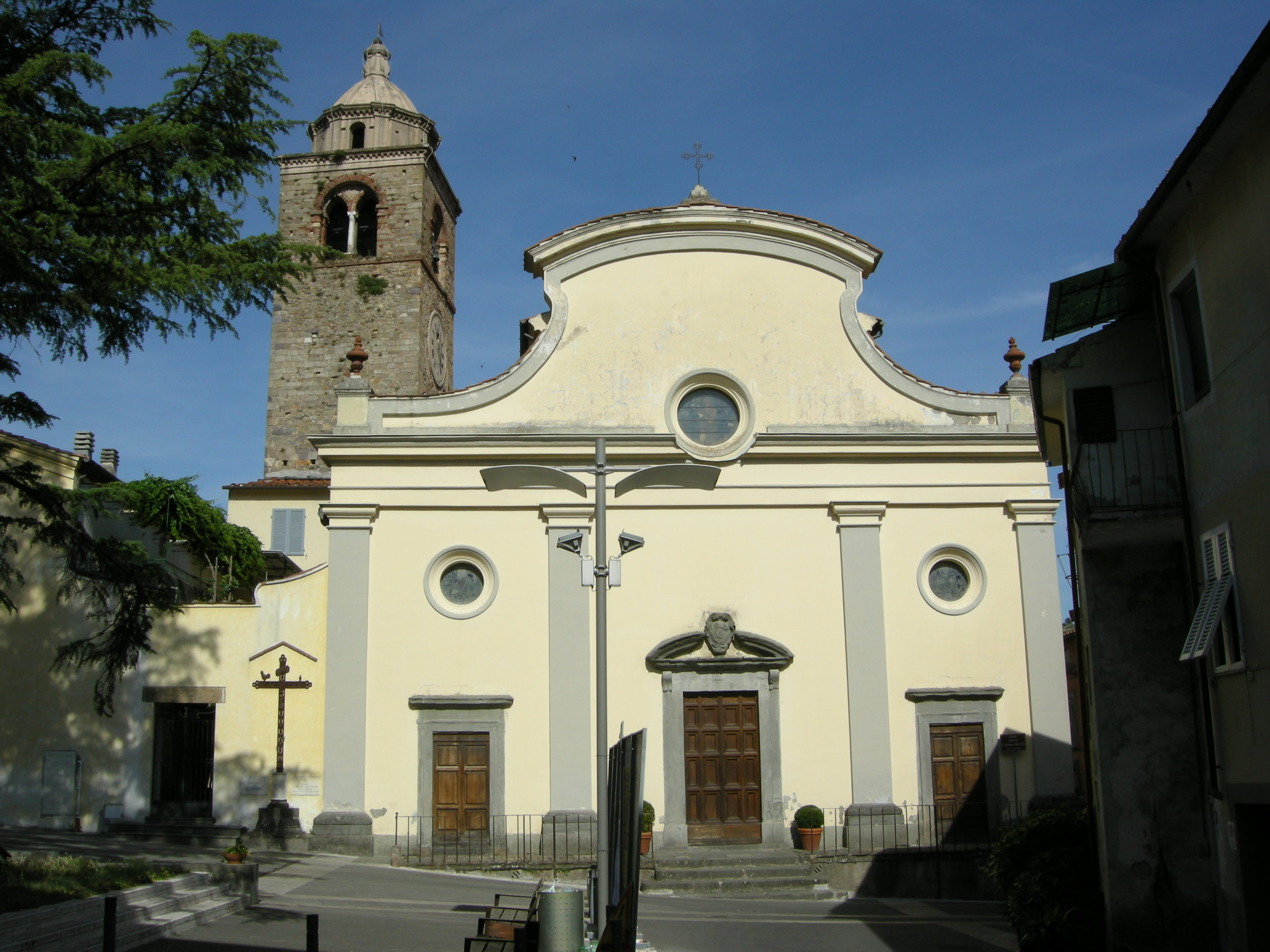
Església de S.Giovanni
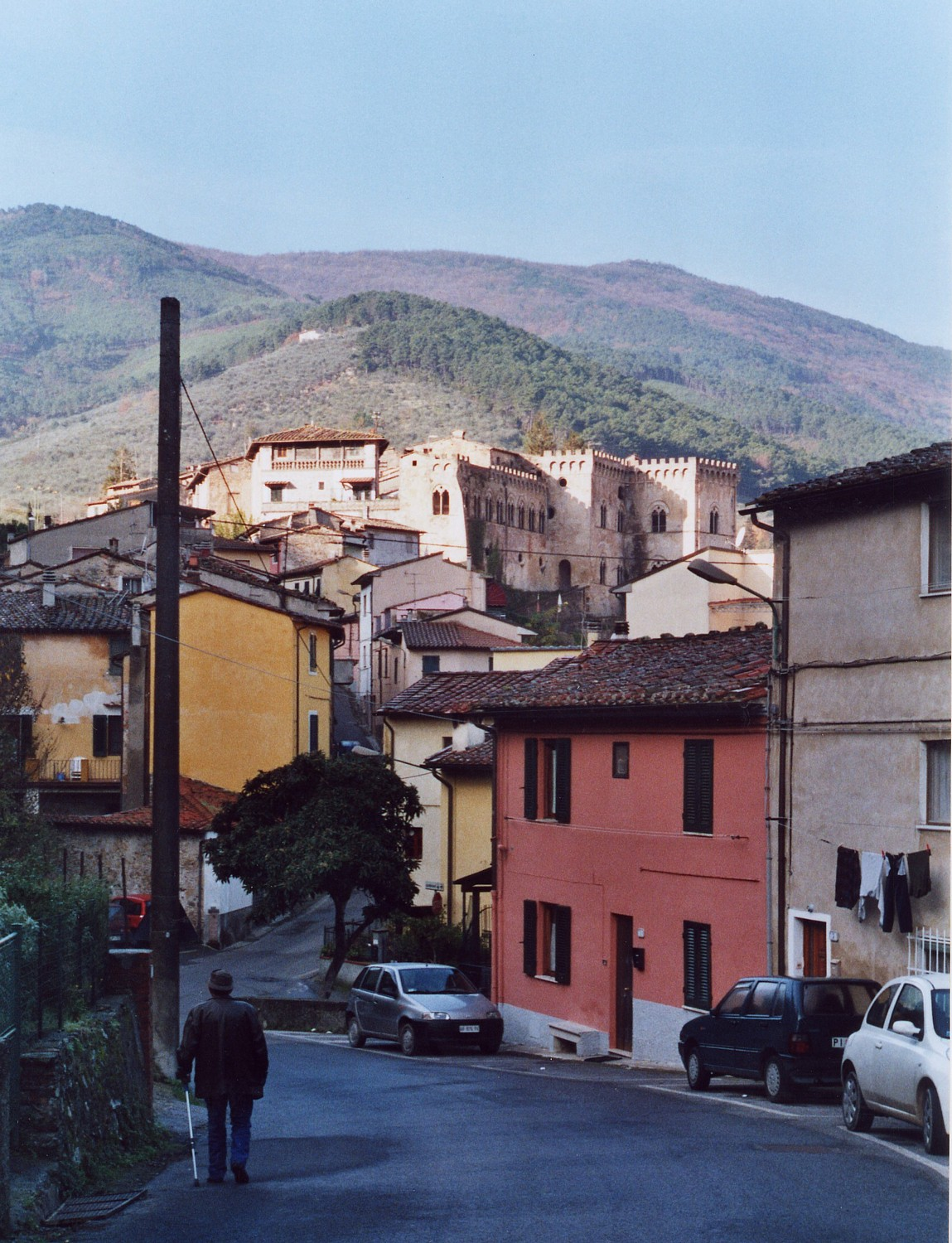
Castel Tonini
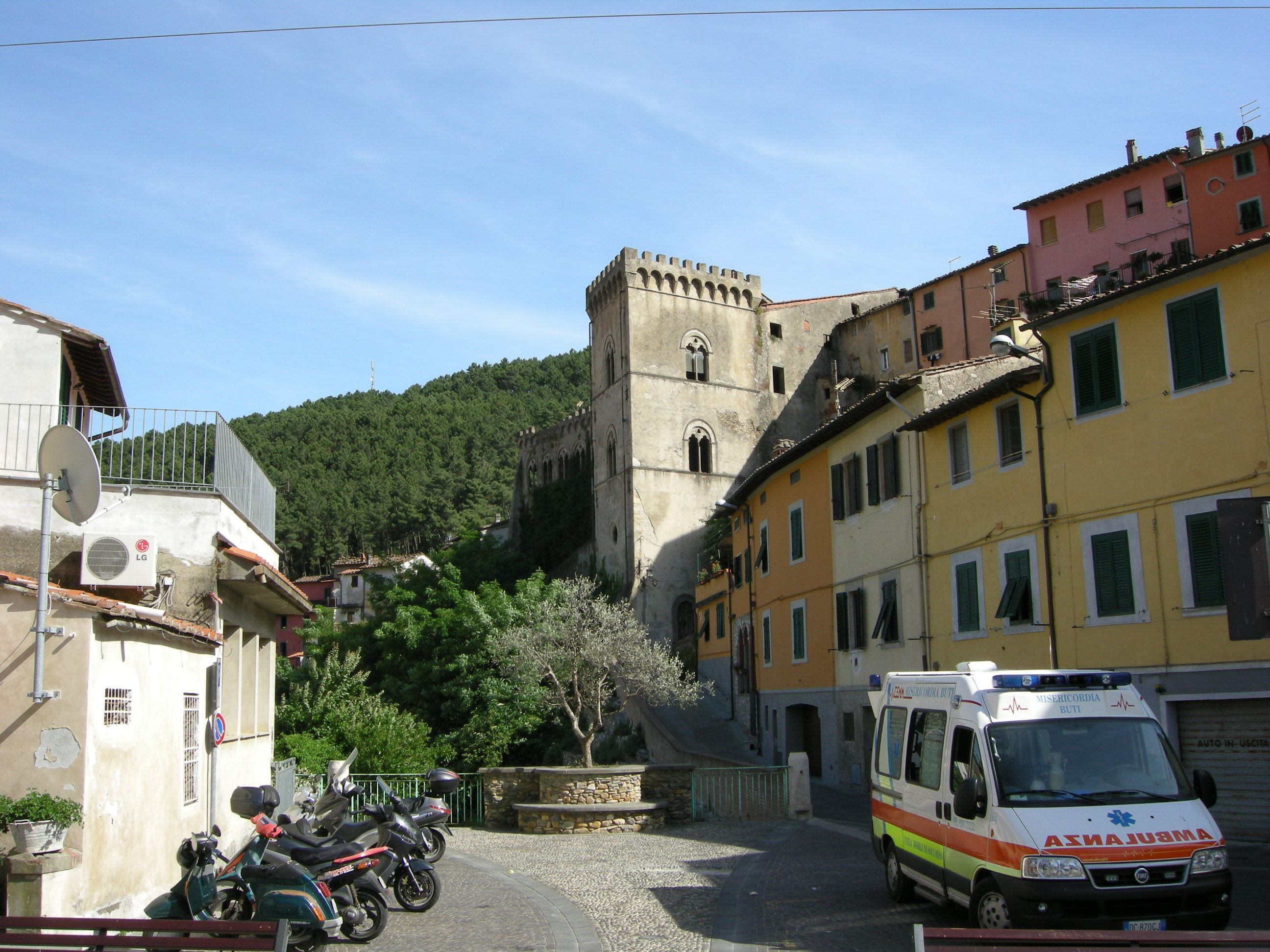
Castel Tonini
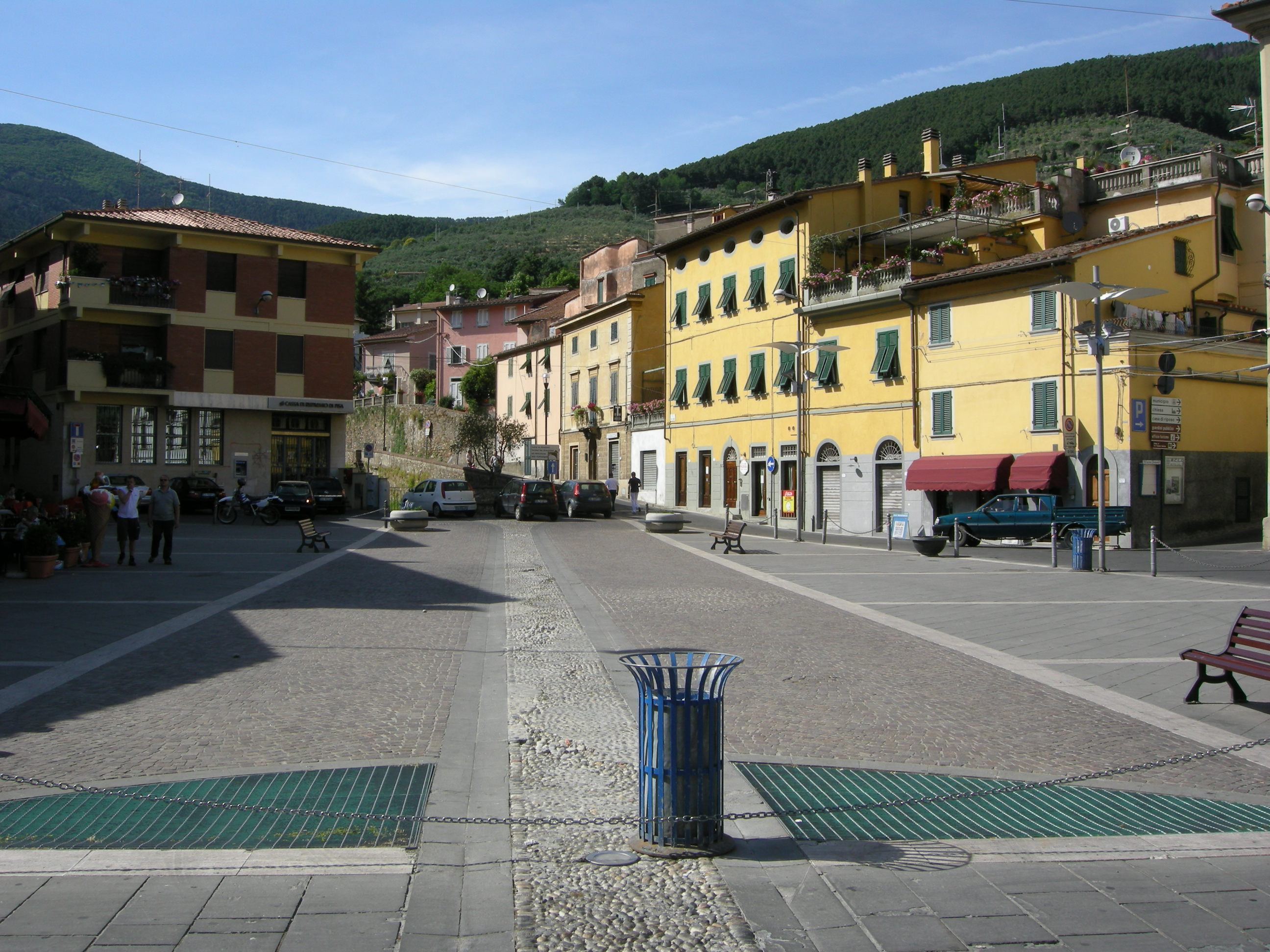
Plaça de Buti
Localització del municipi a la prov. de Pisa